# Khādem Ānlū
Khādem Ānlū (persiska: خادم آنلو) är en ort i Iran.   Den ligger i provinsen Khorasan, i den nordöstra delen av landet, 700 km öster om huvudstaden Teheran. Khādem Ānlū ligger 1 593 meter över havet och antalet invånare är 562.
Terrängen runt Khādem Ānlū är huvudsakligen kuperad. Khādem Ānlū ligger nere i en dal. Runt Khādem Ānlū är det ganska glesbefolkat, med 28 invånare per kvadratkilometer. Närmaste större samhälle är Allayan, 13,2 km söder om Khādem Ānlū. Trakten runt Khādem Ānlū består i huvudsak av gräsmarker.